# Чагоянский сельсовет
Чагоянский сельсовет — сельское поселение в Шимановском районе Амурской области Российской Федерации.
Административный центр — село Чагоян.

## История
20 июня 2005 года в соответствии с Законом Амурской области № 12-ОЗ муниципальное образование наделено статусом сельского поселения.

## Население
| 2002 | 2010 | 2011 | 2012 | 2013 | 2014 | 2015 |
| ---- | ---- | ---- | ---- | ---- | ---- | ---- |
| 474  | ↘382 | ↘378 | ↘370 | ↗373 | ↘370 | ↘362 |
| 2016 | 2017 | 2018 | 2021 |      |      |      |
| ↘341 | ↘327 | ↗333 | ↗350 |      |      |      |

## Состав сельского поселения
| № | Населённый пункт | Тип населённого пункта       | Население |
| - | ---------------- | ---------------------------- | --------- |
| 1 | Чагоян           | село, административный центр | ↗350      |